# Jean-Pol Olbrechts
Jean-Pol Olbrechts (Beigem, 14 april 1947) is een CD&V-politicus en ereburgemeester van de gemeente Grimbergen.
Olbrechts is regent wiskunde en licentiaat rechten. Hij is gehuwd met Lea Goris. Het koppel heeft drie kinderen, waaronder Trui Olbrechts die eveneens politiek actief is, en zeven kleinkinderen.
Onder zijn mandaat als burgemeester werden tussen 1993 en 1995 de geboorteboomgaarden aangeplant in het parkgebied rond de Charleroyhoeve en werd het gemeentehuis van Grimbergen ingrijpend gerenoveerd.
Het noordwestelijk deel van het natuurdomein Ter Tommen werd tijdens zijn mandaat verkaveld door middel van het BPA 47 Domein Kiekens.

## Politieke mandaten
- 1976: gemeenteraadslid te Grimbergen
- 1983-1991: OCMW-voorzitter te Grimbergen
- 1988-1991: arrondissementeel secretaris BHV
- 1991-2000: arrondissementeel voorzitter CVP
- 1991-2000: burgemeester van Grimbergen
- Sinds 1994: provincieraadslid
- Sinds 2000: gedeputeerde van de provincie Vlaams-Brabant
- Ereburgemeester Grimbergen